# Nick Rahall
Nick Joe Rahall II (Beckley, 20 maggio 1949) è un politico statunitense, membro della Camera dei Rappresentanti per lo stato della Virginia Occidentale dal 1977 al 2015.

## Biografia
Nato a Beckley, Rahall studiò all'Università Duke e alla George Washington University e successivamente lavorò nell'ufficio del senatore Robert Byrd.
Nel 1976 Rahall si candidò alla Camera dei Rappresentanti come membro del Partito Democratico e vinse le elezioni. Negli anni successivi venne sempre riconfermato, anche quando nel 1992 il suo distretto congressuale venne eliminato e dovette concorrere per la rielezione in un'altra circoscrizione.
Nel 2014 chiese un ulteriore mandato, ma dovette affrontare il repubblicano Evan Jenkins, che riuscì a sconfiggerlo con un netto margine di scarto. Rahall dovette così lasciare il Congresso dopo trentotto anni di permanenza.
Rahall è un democratico con posizioni centriste; ad esempio votò contro l'abolizione del Don't ask, don't tell e a favore di una legge che vietava l'utilizzo dei soldi pubblici per finanziare l'aborto.